# Alfred Bazillon
Alfred Bazillon est un homme politique français né le 10 janvier 1847 à Saint-Aubin-d'Aubigné (Ille-et-Vilaine) et décédé le 7 janvier 1911 à Romazy (Ille-et-Vilaine).

## Biographie
Propriétaire terrien, il est maire de Fougères de 1893 à 1902, il est député d'Ille-et-Vilaine de 1898 à 1902, inscrit au groupe des Républicains progressistes.

## Sources
- « Alfred Bazillon », dans le Dictionnaire des parlementaires français (1889-1940), sous la direction de Jean Jolly, PUF, 1960 [détail de l’édition]